# Alfred Schöne
Alfred Curt Immanuel Schöne, född den 16 september 1836 i Dresden, död den 10 januari 1918 i Kiel, var en tysk filolog, bror till arkeologen Richard Schöne.
Schöne blev 1869 professor i klassisk filologi i Erlangen, 1884 bibliotekarie i Göttingen och 1892 professor i 
Kiel. Bland Schönes skrifter märks Untersuchungen über das Leben der Sappho (1867), Analecta philologica historica (1870), Das historische Nationaldrama der Römer (1893) och utgivningsarbeten, bland annat Gotthold Ephraim Lessings brev till sin fru (1870; 2:a upplagan 1885). 